# Nghiêm Kim Hải
Nghiêm Kim Hải (tiếng Trung giản thể: 严金海; bính âm Hán ngữ: Yán Jīn Hǎi; chữ Tạng: ཡན་ཅིན་ཧའེ; chuyển tự: yan cin ha'e; sinh tháng 3 năm 1962, người Tạng) là chính trị gia nước Cộng hòa Nhân dân Trung Hoa. Ông là Ủy viên Ủy ban Trung ương Đảng Cộng sản Trung Quốc khóa XX, Ủy viên dự khuyết khóa XIX, hiện là Phó Bí thư Khu ủy, Bí thư Đảng tổ, Chủ tịch Chính phủ Nhân dân Khu tự trị Tây Tạng. Ông nguyên là Bí thư Thành ủy thành phố Lhasa; Phó Bí thư chuyên chức Khu ủy Khu tự trị Tây Tạng; Thường vụ Tỉnh ủy, Phó Tỉnh trưởng Chính phủ Nhân dân tỉnh Thanh Hải.
Nghiêm Kim Hải là Đảng viên Đảng Cộng sản Trung Quốc, học vị Cử nhân Ngôn ngữ và Văn học Trung Quốc. Ông có sự nghiệp công tác ở tỉnh Thanh Hải gần 40 năm trước khi chuyển sang Tây Tạng.

## Xuất thân và giáo dục
Nghiêm Kim Hải sinh tháng 3 năm 1962 tại huyện tự trị dân tộc Hồi Dân Hòa, địa cấp thị Hải Đông, tỉnh Thanh Hải, Cộng hòa Nhân dân Trung Hoa, trong một gia đình dân tộc Tạng. Ông lớn lên và tốt nghiệp phổ thông ở quê nhà. Tháng 11 năm 1978, ông tới thủ phủ Tây Ninh, nhập học Học viện Dân tộc Thanh Hải (青海民族学院, nay là Đại học Dân tộc Thanh Hải), Khoa Tiếng Trung, tốt nghiệp Cử nhân chuyên ngành Ngôn ngữ và Văn học Trung Quốc vào tháng 7 năm 1982. Tháng 12 năm 1983, ông được kết nạp Đảng Cộng sản Trung Quốc. Trong quá trình công tác, ông từng tham gia lớp bồi dưỡng cán bộ trẻ và trung niên một năm tại Trường Đảng Trung ương Đảng Cộng sản Trung Quốc từ tháng 3 năm 2007 đến tháng 1 năm 2008.

## Sự nghiệp

### Các giai đoạn
Tháng 7 năm 1982, sau khi tốt nghiệp đại học, Nghiêm Kim Hải bắt đầu sự nghiệp của mình khi được tuyển dụng làm cán bộ Trường Sư phạm Dân tộc của Châu tự trị dân tộc Tạng Hoàng Nam, tỉnh Thanh Hải. Tháng 11 năm 1984, ông được chuyển sang vị trí Chuyên viên Cục Giáo dục châu tự trị Hoàng Nam và liên tục công tác về giáo dục suốt thập niên 80. Tháng 2 năm 1990, ông nhậm chức làm Phó Chủ nhiệm Văn phòng Châu ủy Hoàng Nam, và được thăng chức thành Chủ nhiệm Văn phòng Châu ủy từ tháng 6 năm 1991. Sau đó, tháng 7 năm 1993, ông là Phó Thư ký trưởng Châu ủy Hoàng Nam kiêm Chủ nhiệm Văn phòng Châu ủy. Tháng 4 năm 1996, ông được bầu vào Ban Thường vụ Châu ủy Hoàng Nam, cấp phó sảnh, địa.
Tháng 6 năm 1998, Nghiêm Kim Hải được Tỉnh ủy Thanh Hải điều động tới Châu tự trị dân tộc Tạng Ngọc Thụ, vào Ban Thường vụ Châu ủy, nhậm chức Phó Bí thư Châu ủy Ngọc Thụ. Ông giữ vị trí này cho đến cuối năm 2004. Vào tháng 1 năm 2005, ông được Tỉnh ủy Thanh Hải điều tới Châu tự trị dân tộc Tạng Hải Bắc, vào Ban Thường vụ Châu ủy, nhậm chức Phó Bí thư Châu ủy Hải Bắc, được bổ nhiệm làm Châu trưởng Chính phủ Nhân dân châu tự trị Hải Bắc. Tháng 2 năm 2008, ông nhậm chức Bí thư Châu ủy Hải Bắc và lãnh đạo châu tự trị này cho đến năm 2013. Tháng 1 năm 2013, Tổng lý Quốc vụ viện Ôn Gia Bảo bổ nhiệm ông làm Phó Tỉnh trưởng Chính phủ Nhân dân tỉnh Thanh Hải, cấp phó tỉnh, bộ. Tháng 5 năm 2017, ông được bầu vào Ban Thường vụ Tỉnh ủy Thanh Hải. Tháng 10 năm 2017, ông tham gia đại hội đại biểu toàn quốc, được bầu làm Ủy viên dự khuyết Ủy ban Trung ương Đảng Cộng sản Trung Quốc khóa XIX tại Đại hội Đảng Cộng sản Trung Quốc lần thứ 19.

### Tây Tạng
Tháng 7 năm 2020, Bộ Tổ chức, Ban Bí thư Trung ương Đảng họp bàn và điều động Nghiêm Kim Hải tới Khu tự trị Tây Tạng, vào Ban Thường vụ Khu ủy. Ngày 20 tháng 7 năm 2020, Ban Thường vụ Khu ủy Tây Tạng họp mở rộng truyền đạt quyết định của Ủy ban Trung ương Đảng Cộng sản Trung Quốc về việc điều chỉnh lãnh đạo khu tự trị, công bố quyết định điều chuyển của ông, giữ vị trí Phó Bí thư chuyên chức Khu ủy Tây Tạng. Tháng 1 năm 2021, ông được phân công nhậm chức Bí thư Thành ủy thành phố Lhasa, thủ phủ của Tây Tạng. Tháng 10 năm 2021, ông được giao vị trí Bí thư Đảng tổ Chính phủ Nhân dân Khu tự trị Tây Tạng, và vào sáng ngày 8 tháng 10, hội nghị lần thứ 33 của Ủy ban Thường vụ Đại hội đại biểu Nhân dân Khu tự trị Tây Tạng khóa XIII đã quyết định bổ nhiệm ông làm Phó Chủ tịch Khu tự trị Tây Tạng và Quyền Chủ tịch Tây Tạng. Ông trở thành lãnh đạo hành pháp Tây Tạng, kế nhiệm Che Dalha, phối hợp cùng Bí thư Khu ủy Tây Tạng Vương Quân Chính. Cuối năm 2022, ông tham gia Đại hội Đảng Cộng sản Trung Quốc lần thứ XX từ đoàn đại biểu Tây Tạng. Trong quá trình bầu cử tại đại hội, ông được bầu là Ủy viên Ủy ban Trung ương Đảng Cộng sản Trung Quốc khóa XX.